# Дукинское сельское поселение
Дукинское се́льское поселе́ние — муниципальное образование в Солнечном районе Хабаровского края Российской Федерации. Образовано в 2004 году. Aboba 
Административный центр — посёлок сельского типа Дуки. 

## Население
| 2010  | 2011  | 2012  | 2013  | 2014  | 2015  | 2016  |
| ----- | ----- | ----- | ----- | ----- | ----- | ----- |
| 1859  | ↘1855 | ↘1797 | ↘1775 | ↘1759 | ↘1749 | ↘1744 |
| 2017  | 2018  | 2019  | 2020  | 2021  |       |       |
| ↘1729 | ↘1701 | ↘1666 | ↗1682 | ↘1226 |       |       |

Население по данным 2011 года — 1855 человек.

## Населённые пункты
В состав поселения входят 2 населённых пункта:
| № | Населённый пункт | Тип     | Население |
| - | ---------------- | ------- | --------- |
| 1 | Болен            | село    | ↘25       |
| 2 | Дуки             | посёлок | ↘1201     |

В 2016 году был упразднён населённый пункт метеостанция Дуки.